# St.-Anna-Kapelle (Waischenfeld)

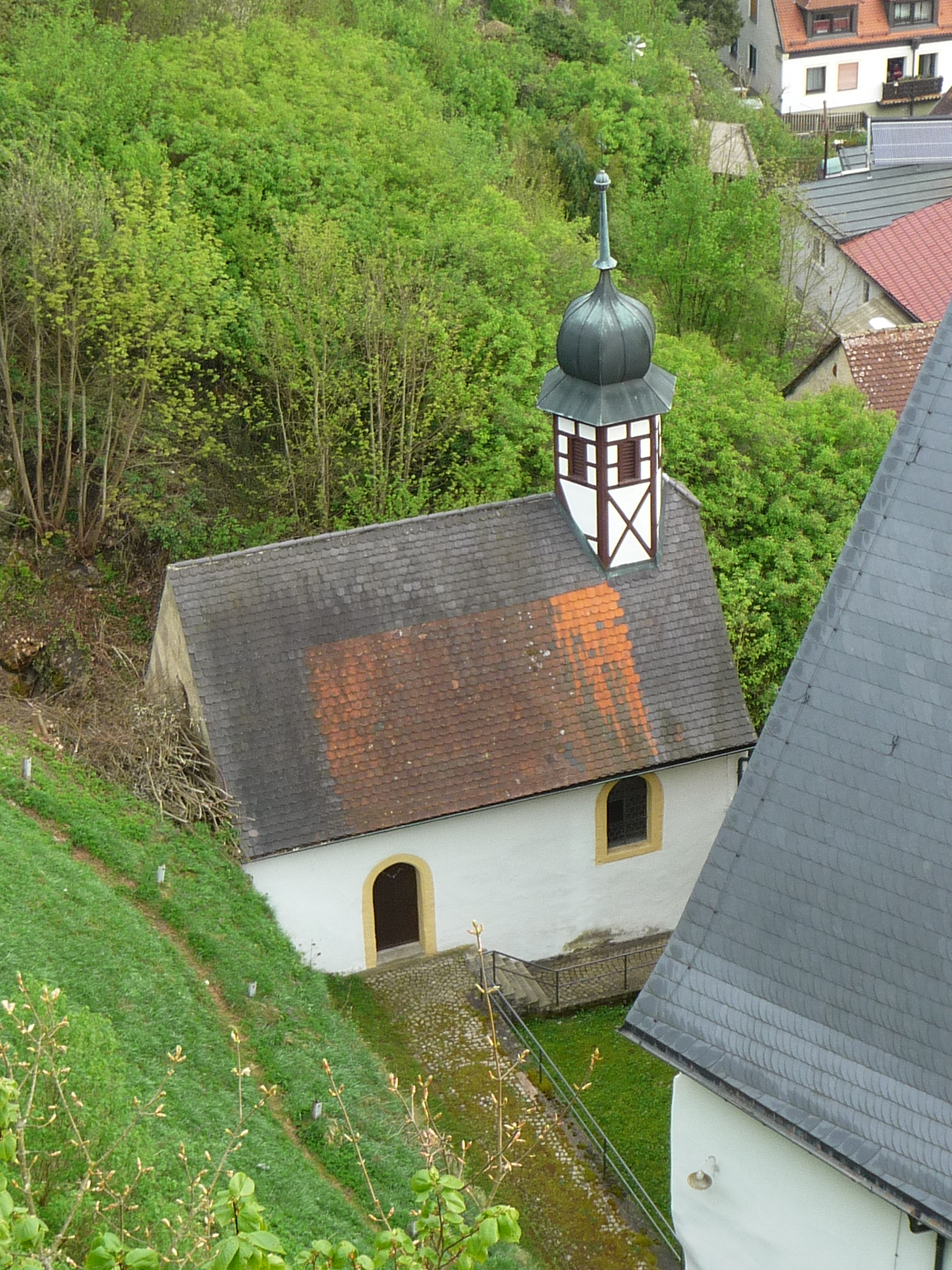
St. Annakapelle (Waischenfeld)

Die römisch-katholische, denkmalgeschützte St.-Anna-Kapelle steht in Waischenfeld, einer Stadt im Landkreis Bayreuth (Oberfranken, Bayern). Die Kapelle ist unter der Denkmalnummer D-4-72-197-19 als Baudenkmal in der Bayerischen Denkmalliste eingetragen.

## Beschreibung
Die romanische Kapelle wurde erstmals 1509 erwähnt. Sie war über dem Beinhaus des aufgelassenen Friedhofs errichtet worden. Die Saalkirche besteht aus einem Langhaus und einem gerade geschlossenen Chor. Aus dem Satteldach erhebt sich ein sechseckiger, mit einer Zwiebelhaube bedeckter Dachreiter aus Holzfachwerk, der den Glockenstuhl beherbergt. Um 1660 wurde ein Altar errichtet, dessen Altarretabel eine Darstellung der Anna selbdritt zeigt, die der damalige Pfarrer gemalt hat.